# Psychotria lanaensis
Psychotria lanaensis är en måreväxtart som först beskrevs av Elmer Drew Merrill, och fick sitt nu gällande namn av Elmer Drew Merrill. Psychotria lanaensis ingår i släktet Psychotria och familjen måreväxter. Inga underarter finns listade i Catalogue of Life.